# Мінітмен

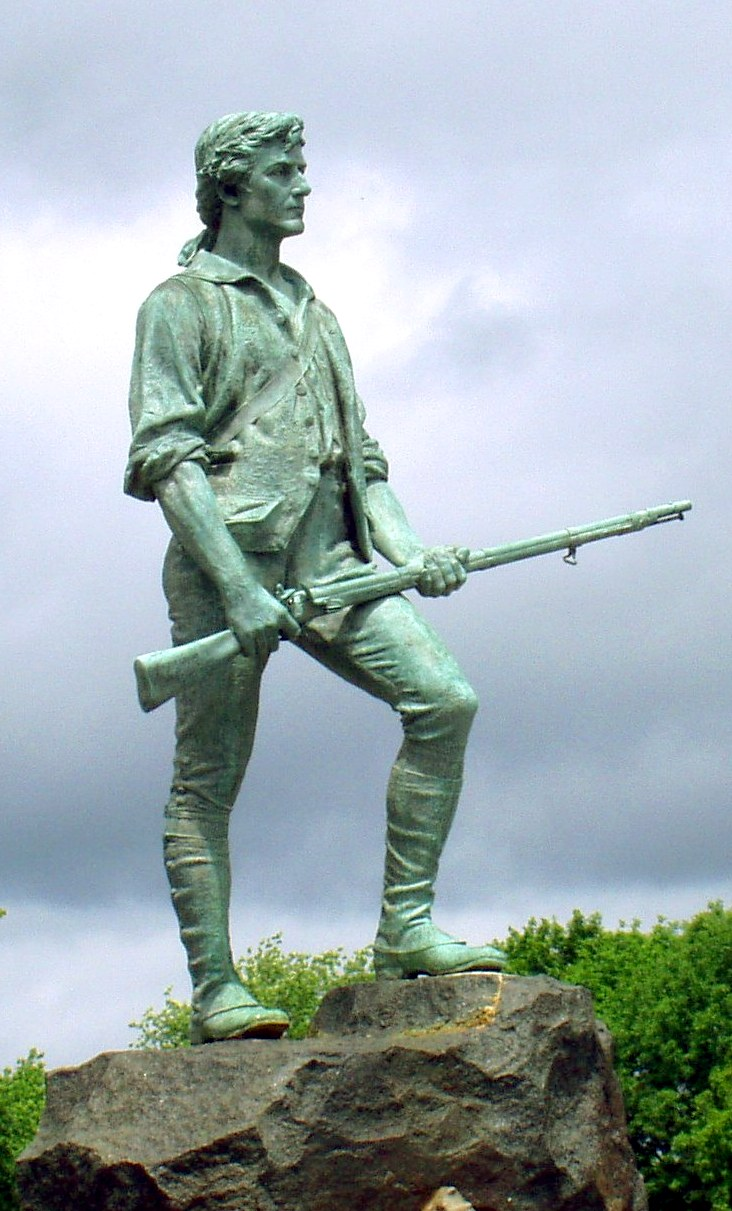
Доброволець із Лексінгтона — пам'ятник Джону Паркеру

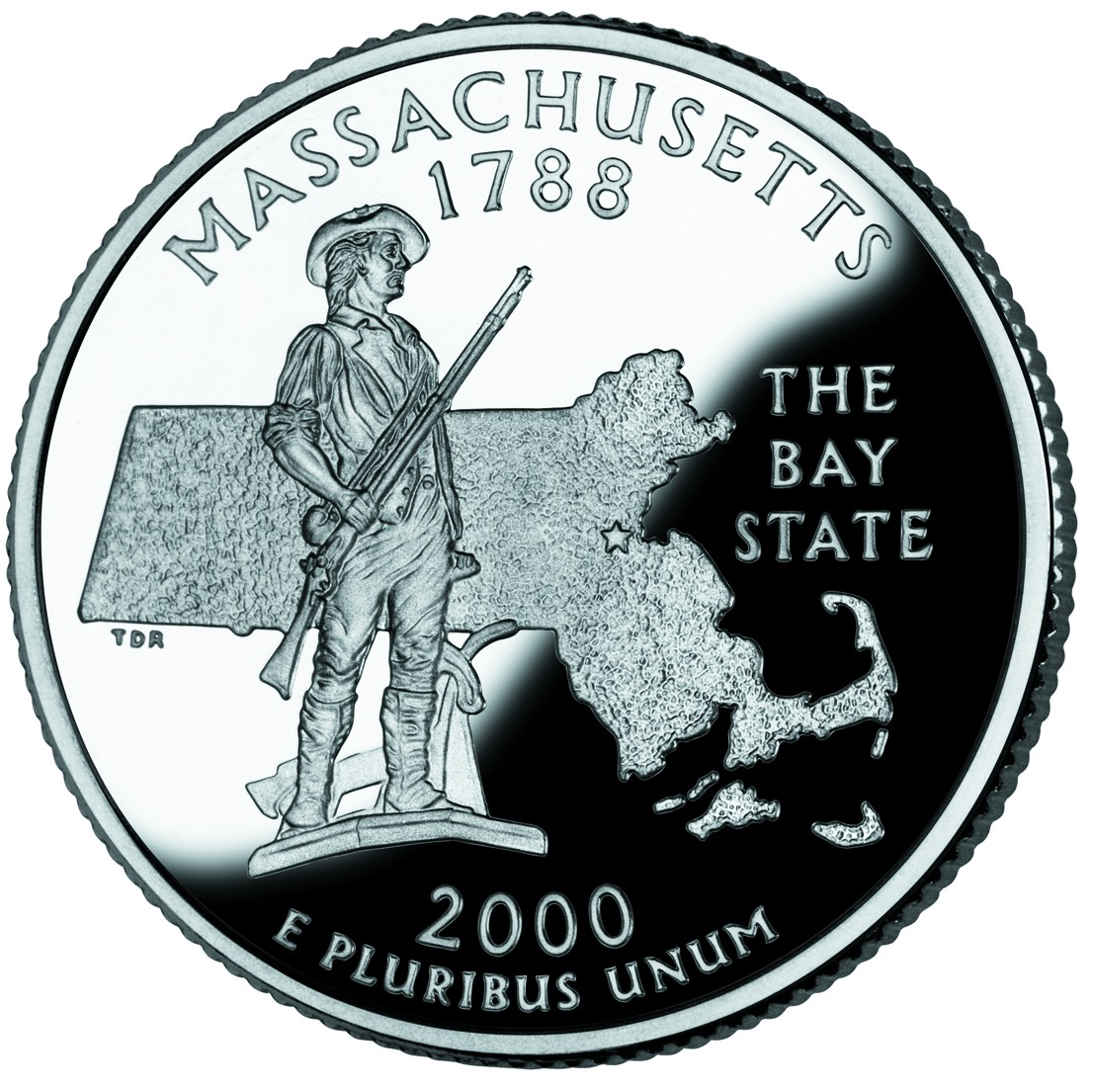
Статуя The Concord Minute Man of 1775 — зображення на четвертаку штату Массачусетс

Мінітмен (англ. minutemen, від  minute  «хвилина» + men «люди») — ополчення північноамериканських колоністів.
З'явилися в XVII столітті для боротьби з індіанцями і британськими королівськими військами. Взяли участь у Війні за незалежність США і попередніх подіях. Чисельність мінітменів доходила до 13 000 бійців. До складу ополчення входили молоді фермери (до 30 років).
За першого повідомлення про напад ополченці швидко («в одну хвилину») збиралися, звідси виникла їх назва. З них була створена Континентальна армія.

## Цікавинки
На честь них була названа американська міжконтинентальна балістична ракета.
У комп'ютерній грі Fallout 4 присутня фракція з аналогічною назвою.
У ХХ столітті була створена недержавна організація з аналогічною назвою.